# Stargate (flipperkast)
Stargate is een flipperkastspel uit 1995, ontwikkeld door Ray Tanzer en Jon Norris in opdracht van Gottlieb. Het spel is gebaseerd op de film Stargate, niet de hierop gebaseerde serie Stargate SG-1. Het spel kent vele modes, waaronder meerdere multiballmodes.
Een piramide vormt het belangrijkste kenmerk uit het spel. Deze kan worden geopend en gesloten. Als de piramide opent, komt er een "Glidercraft" uit die links-rechts zigzaggend beweegt.
Het spel bevat ook twee "Horus"-doelwitten die in tegenstelling tot andere doelwitten omhoog gaan indien ze worden geraakt. Indien de doelwitten omhoog zijn, kan de speler de bal in een tot dusver gesloten gat schieten
Voor het spel deed James Spader de stem van het personage Daniel Jackson.